# Феролето-Антико
Феролето-Антико (итал. Feroleto Antico) — коммуна в Италии, располагается в регионе Калабрия, подчиняется административному центру Катандзаро.
Население составляет 2114 человека, плотность населения составляет 101 чел./км². Занимает площадь 21 км². Почтовый индекс — 88043. Телефонный код — 0968.
Покровителем коммуны почитается святой Сильвестр, папа Римский. Праздник ежегодно празднуется 31 декабря.